# 5

5(오, 다섯, 영어: five)는 4보다 크고 6보다 작은 자연수다. 또한 수를 표기하기 위한 숫자이기도 하다.

## 수학
- 3번째 소수(素數)다. 앞의 소수는 3이고, 다음 소수는 7이다. 앞뒤 소수 모두 5와의 쌍둥이 소수다.
  - 3번째 소피 제르맹 소수로, {\displaystyle 5\times 2+1}의 값인 11도 소수다. 앞의 소피 제르맹 소수는 3, 다음은 11이다.
  - 가장 작은 안전 소수(↔ 2)다. 다음 안전 소수는 7이다.
  - 소피 제르맹 소수이면서 안전 소수인 가장 작은 수다.
  - 2번째 슈퍼 소수로, 5의 소수 순번인 3도 소수다. 앞의 슈퍼 소수는 3, 다음은 11이다.
  - 2번째 페르마 소수다. 앞의 페르마 소수는 3, 다음은 17이다.

({\displaystyle 5=2^{2^{1}}+15})
  - 2번째 프로트 소수다. 앞의 프로트 소수는 3, 다음은 13이다.

({\displaystyle 5=1\times 2^{2}+1})
  - 3번째 회문 소수다. 앞의 회문 소수는 3, 다음은 7이다.
- 5는 부족수다.
- 모든 5의 배수는 일의 자리 숫자가 5 또는 0이다.
- 진약수의 합이 5인 자연수가 없기 때문에, 5는 불가촉수다. 2에 이은 2번째 불가촉수로, 다음 불가촉수는 52이다.
  - 홀수 중에서는 유일한 불가촉 수라고 여겨지지 않는다.
- {\displaystyle 5=2+3}
  - 처음 두 소수(素數)인 2와 3의 합으로, 연속하는 두 소수의 합으로 나타낼 수 있는 가장 작은 수다. 이 성질을 지닌 다음 수는 8이다.
- 5 이하의 모든 자연수의 곱(계승)은 120이다.

({\displaystyle 5!=1\times 2\times 3\times 4\times 5=120})
- 5번째 피보나치 수다. 앞의 피보나치 수는 3, 다음은 8이다.
- 3번째 카탈랑 수다. 앞의 카탈랑 수는 2, 다음은 14다.
- 2번째 오각수다. 다음 오각수는 12이다.
- {\displaystyle 5=1^{2}+2^{2}}
  - 2번째 중심있는 사각수로, 연속하는 두 자연수의 제곱합으로 나타낼 수 있는 가장 작은 수다. 다음 중심있는 사각수는 13이다.
- 2번째 사각뿔수다. 다음 사각뿔수는 14다.
- 2번째 오포체수다. 다음 오포체수는 15다.
- 자릿수 제곱합이 제곱수인 5번째 자연수다. 이 성질을 지닌 앞의 수는 4, 다음 수는 6이다. (OEIS의 수열 A175396)
- 두 개의 쌍둥이 소수쌍{(3,5),(5,7)}에 속하는 유일한 숫자다. 왜냐하면 이는 서로 연속하는 두 자연수 중 하나가 짝수이므로 (2, 3)의 경우만 연속하는 두 자연수가 소수인 경우와 마찬가지로 서로 연속하는 세 홀수 중 하나는 반드시 3의 배수가 포함되므로 3을 포함하는 경우 여야 하는데, (1, 3, 5)는 1이 소수가 아니므로 (3, 5, 7)의 경우만 이를 만족할 수 있는 유일한 경우이다.
- 10진법에서 5로 끝나는 유일한 소수이며, 10의 소인수라는 특성 때문에 2와 함께 일의 자리 숫자가 1, 3, 7, 9로 끝나지 않는 둘 뿐인 소수이기도 하다.
- 피타고라스 삼조의 빗변의 길이이다. ({\displaystyle 3^{2}+4^{2}=5^{2}})[a]
- 피타고라스 삼조의 직각변의 길이이다. ({\displaystyle 5^{2}+12^{2}=13^{2}})[b]
- 플라톤의 다면체의 개수.
- 5차식 이상의 다항식은 일반해가 없다. 다시 말해 5차방정식 이상의 방정식은 근의 공식이 없다. (아벨이 증명)
- 정오각형은 변의 수와 대각선의 수가 5개로 모두 일치한다.
- 정다면체는 5가지다.
- 5는 육진법에서 가장 큰 수다. 5 다음의 6은 칠진법부터 이용된다.

## 과학
- 붕소(B)의 원자번호.
- 양서류, 파충류, 조류, 포유류에 속하는 많은 동물은 발가락이 5개이다.
- 태양계의 다섯 번째 행성은 목성이다.
- NGC 5: 안드로메다자리 방향에 있는 타원은하.

## 교통

### 철도
- 수도권 전철 5호선
- 부산 도시철도 5호선

### 도로
- 고속도로
  - 주간고속도로 제5호선: 캘리포니아주 샌디에이고에서 워싱턴주 블레인까지 이어지는 미국의 주간고속도로.
  - 유럽 고속도로 5호선: 영국 그리녹에서 스페인 알헤시라스까지 이어지는 유럽 고속도로.
  - 아시안 하이웨이 5호선
- 국도 제5호선

- 대한민국 5번 국도: 경상남도 통영시 도남동에서 강원특별자치도 철원군까지 이어지는 대한민국의 국도.
- 일본 5번 국도: 홋카이도 하코다테시에서 삿포로시 주오구까지 이어지는 일본의 국도.

- 기타 도로
  - 현도 제5호선

## 나이
- 리나 메디나가 의학적으로 알려진 경우 가운데 가장 어린 나이(만 5세)에 아이를 낳았다.
- 짱구는 못말려에 나오는 신짱구의 나이가 5살이다.

## 문화유산
- 대한민국의 국보 제5호: 보은 법주사 쌍사자 석등
- 대한민국의 보물 제5호: 안양 중초사지 삼층석탑 (해제)[c]
- 대한민국의 사적 제5호: 부여 부소산성

## 방송
- SBS의 채널 번호.
  - G1방송 (강원도), TJB (대전/세종/충남), CJB (충북), KNN (부산/경남), ubc (울산), TBC (대구/경북), kbc (광주/전남), JTV (전북), JIBS (제주)

## 스포츠
- 올림픽의 오륜기는 참가하는 오대륙 (아시아, 아프리카, 아메리카, 유럽, 오세아니아)을 상징한다.
- 야구에서 3루수의 수비번호를 나타낸다.
- 농구는 5명이 한 팀을 이룬다.
- 농구에서 한 선수가 반칙 5개를 하면 퇴장이 된다.

## 기타

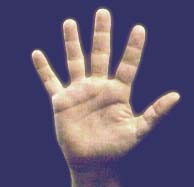
손가락 셈
아라비아 숫자 5
한자 숫자 五

- 연도: 5년, 기원전 5년
- 호주와 뉴질랜드에서는 5달러부터 지폐가 만들어지고, 영국에서는 5파운드부터 지폐가 만들어지고, 유럽연합에서는 5유로부터 지폐가 만들어진다.
- 동양에서는 목·화·토·금·수의 오행을 상징한다. 동양 음계를 궁, 상, 각, 치, 우의 5음계로 나눈 것도 이 때문이다.
- 군대 계급을 크게 나누면 병사, 부사관, 위관급 장교, 영관급 장교, 장성급 장교의 다섯 가지이다.
- UN 안전보장이사회에는 거부권을 가진 5개의 상임이사국이 있다.
- 보드게임 다섯 부족 (보드 게임)
- 오대륙은 아시아, 유럽, 아프리카, 아메리카, 오세아니아.
- 오대양은 태평양, 대서양, 인도양, 남극해, 북극해.
- 오감은 시각, 청각, 후각, 미각, 촉각의 다섯 감각이다.
- 사람은 신맛, 쓴맛, 단맛, 짠맛, 감칠맛의 5가지 맛을 느낄 수 있다.
- 오곡은 쌀, 보리, 콩, 조, 기장의 다섯 곡식을 말한다.
- 한국에서는 정월대보름에 오곡밥을 지어먹는 풍습이 있다.
- 한의학에서 오장은 간장(간), 심장(염통), 비장(지라), 폐(허파), 신장(콩팥)을 말한다.
- 보드게임 5초 준다!
- 장기에서 가장 작은 말인 졸과 병은 각각 5개이다.
- 오목은 자신의 바둑돌 5개를 줄지어서 붙여 놓으면 이기는 놀이이다.
- 세계최초의 향수는 샤넬의 샤넬 No.5이다.
- 대한민국의 대통령 선거는 5년마다 시행된다.
- 미국 버지니아주에 있는 미국 국방부 건물을 펜타곤이라고 부른다. 펜타곤을 항공 사진으로 보면 정오각형이다.
- 북아메리카 동북부, 미국과 캐나다의 국경에 있는 다섯 개의 큰 호수를 오대호(五大湖)라고 한다.
- 군 계급 중 원수는 계급장으로 별 다섯 개를 단다. 그러나 원수는 전시에만 운용되는 계급이기 때문에 평시에는 볼 수 없다.
- 히라가나, 가타카나의 오십음에서 한 행에 사용되는 음이 5개이다.
- 일본의 주고쿠 지방에는 5개의 현(돗토리현, 시마네현, 오카야마현, 히로시마현, 야마구치현)이 있다.
- 공기놀이에서는 알 5개를 쓴다.
- 악보를 그릴 때, 오선지를 쓴다.
- 대학수학능력시험은 국어 (구 언어), 수학 (구 수리), 영어 (구 외국어), 한국사 및 탐구 (사회/과학/직업), 제2외국어 5개의 영역이 있다.
- 윷놀이에는 도, 개, 걸, 윷, 모 5가지의 경우의 수가 있다.
- 마룬 5의 5집 V는 파이브(Five)라 발음하며 로마 숫자 5를 의미한다.
- 에이핑크의 6번째 미니앨범은 FIVE이다.
- 투르크메니스탄의 국기에는 5개의 별들이 있는데 이는 투르크메니스탄의 5개의 주를 상징한다.
- 기아 K5